# Liste der Monuments historiques in Saint-Anthot
Die Liste der Monuments historiques in Saint-Anthot führt die Monuments historiques in der französischen Gemeinde Saint-Anthot auf.

## Liste der Objekte
| Bezeichnung                                       | Beschreibung                                                 | Standort                       | Kennzeichnung | Schutzstatus | Datum | Bild |
| ------------------------------------------------- | ------------------------------------------------------------ | ------------------------------ | ------------- | ------------ | ----- | ---- |
| Kelch                                             | Silber, zwischen 1799 und 1825, Goldschmied François Régnier | in der Kirche St-Antide (Lage) | PM21002978    | Classé       | 1997  |      |
| Reliquienbüste des heiligen Antidius von Besançon | Silber über Holz, 1714/15, Goldschmied Joseph Dargent I.     | in der Kirche St-Antide (Lage) | PM21002979    | Classé       | 1997  |      |